# أمينو كومارين

الصيغة البنائية للنوفوبيوسين

أمينو كومارين Aminocoumarin وهي عبارة عن مجموعة من المضادات الحيوية التي تعمل من خلال تثبيط أنزيم الدنا جيراز المسؤول عن الانقسام الخلوي في البكتيريا. وتشتق من أنواع الستربتومايسين. وتشتمل المضادات الحيوية التي تصنف تحت صنف الأمينو كومارين: نوفوبيوسين وألبامايسين، وكوميرمايسين، وكلوروبيوسين.

## آلية التأثير
إن الصادات الحيوية المصنفة كأمينو كومارين تثبط دنا جيراز. وتظهر الفعالية العلاجية من خلال الارتباط بشدة إلى تحت الوحيدة B للدنا جيراز البكتيري، وبذلك يتم تثبيط هذا الأنزيم الأساسي. تتنافس مع الـ ATP للارتباط إلى تحت الوحيدة B من الأنزيم وتمنع التحفيز الفائق للدنا المعتمد على ATP من قبل الجيراز. إن الإلفة للجيراز تعتبر أكثر من إلفة الفلوروكوينولونات الحديثة التي تستهدف أيضاً الدنا جيراز لكن عند الوحيدة gyrA.

## المقاومة
تنتج المقاومة لهذه الصادات عن الطفرة الجينية في تحت الوحيدة gyrB. تضم الآليات الأخرى اصطناع de novo لتحت الوحيدة B للجيراز المقاوم للكومارين من خلال إنتاج نوفوبيوسين S.sphaeroides.

## الاستخدامات الطبي
إن الاستخدام السريري لهذه المضادات الحيوية مقيد بسبب ذوبانيتها المنخفضة في الماء، وانخفاض الفعالية تجاه البكتريا سلبية الغرام، وأيضاً بسبب سمية الجسم الحي لهذا الصنف من الصادات الحيوية.